# 檸檬咖啡

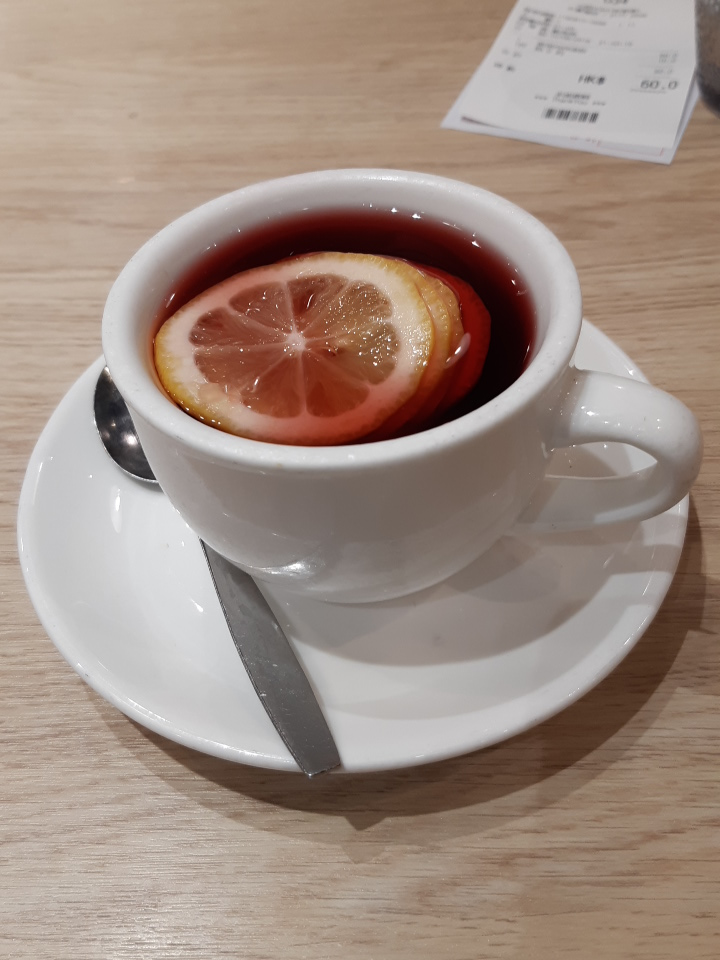
熱檸檬咖啡

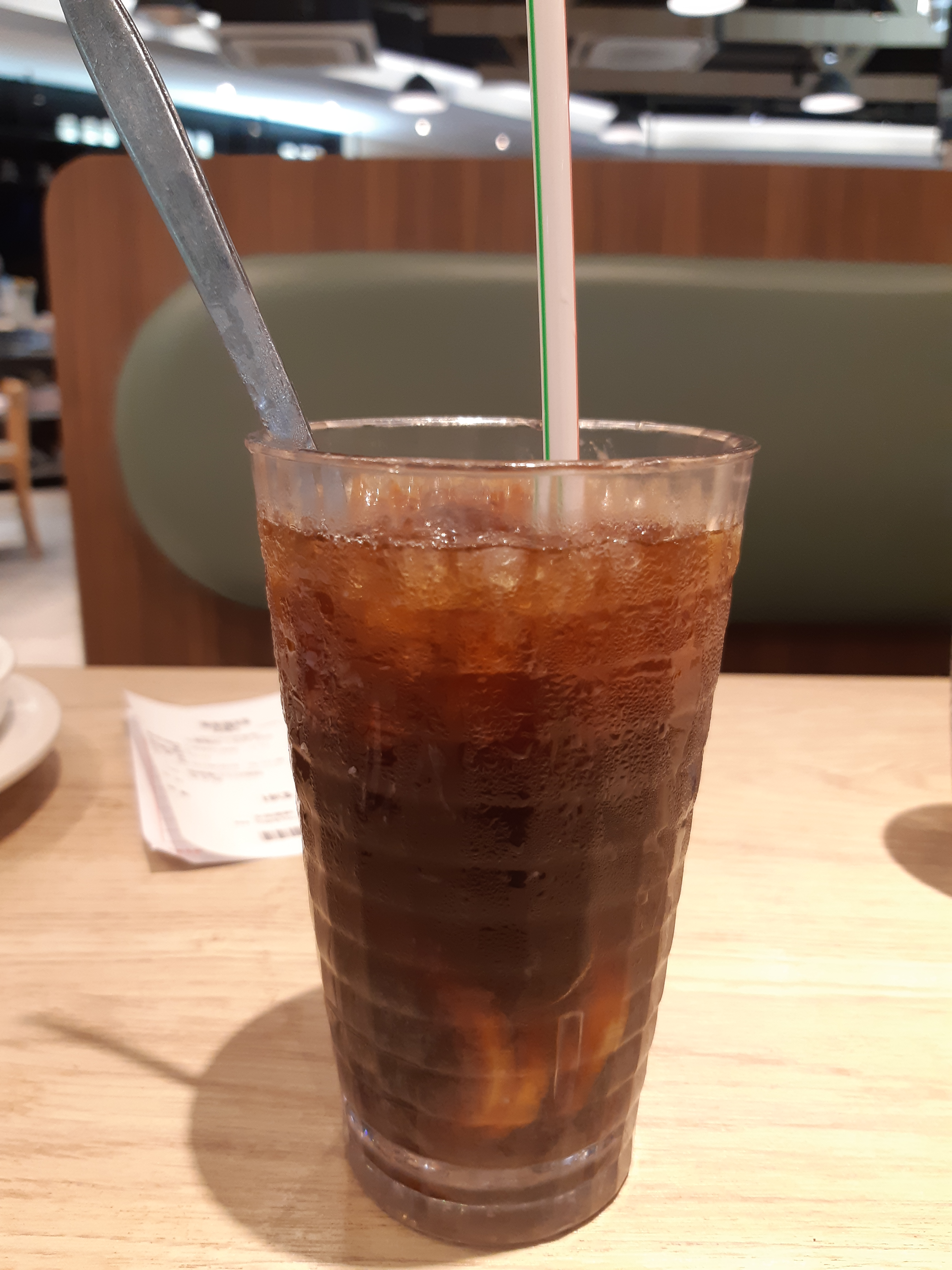
一杯在茶餐廳點的港式凍檸啡

檸檬咖啡（Lemon coffee），香港簡稱檸啡，是指加入檸檬片或檸檬味的咖啡，製法與檸檬茶相似。檸啡的外貌和檸檬茶幾乎一樣，就只是顏色有些微差異，以及喝的時候口感和味道的不同。

## 類型

### 港式檸檬咖啡
港式檸檬咖啡是香港茶餐廳的饮料，被譽為「草根名物」。將多片柠檬片直接投進未有加奶的咖啡內。與其他地區的檸檬咖啡不同的是：香港的檸檬並非只是用來帶起味道或調味，而是直接投進未有加奶的咖啡內，讓檸檬的味道與咖啡的味道混和。這種飲品亦隨着人口流動而傳入到澳門，而使用的咖啡也改用了有澳門特色的瓦煲咖啡。

### 羅馬濃縮咖啡
羅馬濃縮咖啡（Espresso Romano）是一種在杯邊放上一片檸檬的濃縮咖啡，源於意大利，檸檬汁會沿著杯子落到咖啡內，以突出咖啡的甜味。也可以直接把檸檬放進咖啡內。其名稱中的「羅馬」是因為有傳說指這是古羅馬人的喝法，但這並沒有歷史根據。這種咖啡可能起源於美國，因為1950年代的美國對義式咖啡的需求量極高，導致大量生產咖啡，這種做法很可能是為了掩蓋品質低落且萃取品質不佳的咖啡風味。中文世界的别名“西西里咖啡”只是個約定俗成的稱呼，當地其實並不流行這種加檸檬和糖的咖啡。

### 檸檬卡布奇諾
卡布奇諾是一種意大利咖啡，上面有奶泡，有一種喝法是灑上檸檬皮在奶泡上，使咖啡帶有檸檬味。

### 減肥檸檬咖啡
一種將檸檬或其他柑橘属切片後與咖啡一起煮的食療飲料，有燒脂的功效。